# Ljubinci
Ljubinci (en serbe cyrillique : Љубинци) est un village de Serbie situé dans la municipalité d'Aleksandrovac, district de Rasina. Au recensement de 2011, il comptait 278 habitants.

## Démographie
| 1948 | 1953 | 1961 | 1971 | 1981 | 1991 | 2002 | 2011 |
| ---- | ---- | ---- | ---- | ---- | ---- | ---- | ---- |
| 469  | 505  | 492  | 430  | 361  | 371  | 323  | 278  |

|  |